# 스콧 터로

스콧 터로

스콧 터로(Scott Turow, 1949년 4월 12일 ~)는 미국의 소설가로 법률 분야의 스릴러로 널리 알려져 있다. 그의 작품은 20개의 언어로 번역되었고 2,500만 권이 팔렸으며 영화로도 만들어졌다.

## 생애
1949년 일리노이주 시카고에서 태어났으며, 앰허스트 대학에서 문학을 전공했다. 졸업후 스탠포드 대학의 창작문학대학원에서 1972년에 석사 과정을 마치고 강사로 지내다가 1975년 하버드 로스쿨에 진학하였고, 1978년에 쿰 라우데급의 우수한 성적으로 J.D.(법무박사) 과정을 졸업한 후 실무 법조인으로 일하는 한편, 「무죄추정(Persumed Innocent)」,「입증책임(The Burden of Proof)」,「유죄인정(Pleading Guilty)」등의 소설을 발표해 세계적인 베스트셀러 작가가 되었다. 법률가로서 자신의 경험을 바탕으로 법정 스릴러라는 독특한 분야를 개척한 스콧 터로는 미국이 낳은 최고의 추리소설가라는 찬사를 받고 있다. 2003년 3월 일리나오 주지사 조지 라이언이 구성한 사형 위원회의 일원으로 지명되어 사형제도의 문제점과 개선방향에 대해 조사활동을 벌였으며, 지금은 로펌 조넨샤인, 내스 앤드 로젠탈에서 파트너 변호사로 일하고 있다.

## 주요 작품
- 〈열정속으로 하버드 로스쿨〉(One L), 1977년
- 〈무죄추정〉(Presumed Innocent), 1987년
- 〈입증책임〉(The Burden of Proof), 1990년
- 〈유죄인정〉(Pleading Guilty), 1993년
- 〈아버지의 법〉(The Laws of Our Fathers), 1996년
- 〈개인상해〉(Personal Injuries), 1999년
- 〈사형판결〉(Reversible Errors), 2002년
- 〈최고형〉(Ultimate Punishment: A Lawyer's Reflections on Dealing with the Death Penalty), 2003년
- 〈평범한 영웅〉(Ordinary Heroes), 2005년
- 〈제약 〉(Limitations), 2006년